# Gmina Koniecpol
Die Gmina Koniecpol ist eine Stadt-und-Land-Gemeinde im Powiat Częstochowski der Woiwodschaft Schlesien in Polen. Ihr Sitz ist die gleichnamige Stadt mit etwa 5900 Einwohnern.

## Geographie
Die Gemeinde liegt im Nordosten der Woiwodschaft und grenzt an die Woiwodschaften Heiligkreuz und Łódź. Częstochowa liegt etwa 30 Kilometer westlich. Nachbargemeinden sind Secemin, Włoszczowa, Żytno, Dąbrowa Zielona, Lelów, Przyrów und Szczekociny.
Die Gemeinde hat eine Fläche von 146,8 km², davon werden 58 Prozent land- und 24 Prozent forstwirtschaftlich genutzt. Zu den Gewässern gehört die Pilica.

## Geschichte
Die Landgemeinde wurde 1973 aus Gromadas wieder gebildet. Stadt- und Landgemeinde wurden 1990/1991 zur Stadt-und-Land-Gemeinde zusammengelegt. Ihr Gebiet kam 1975 zur Woiwodschaft Częstochowa, der Powiat wurde aufgelöst. Zum 1. Januar 1999 kam die Gemeinde zur Woiwodschaft Schlesien und zum Powiat Częstochowski. 
Bis 1959 gehörte das Gemeindegebiet zur Woiwodschaft Łódź alten Zuschnitts und zum ehemaligen Powiat Radomszczański. Es kam dann bis 1975 zum ehemaligen Powiat Włoszczowski in der Woiwodschaft Kielce.

## Gliederung
Die Stadt-und-Land-Gemeinde Koniecpol besteht aus der Stadt selbst und 22 Dörfern mit Schulzenämtern (sołectwa):
- Aleksandrów-Michałów
- Dąbrowa
- Kolonia Rudniki
- Koniecpol Stary
- Kuźnica Grodziska
- Kuźnica Wąsowska
- Luborcza
- Łabędź
- Łysaków
- Łysiny
- Oblasy
- Okołowice
- Piaski-Pękowiec
- Radoszewnica
- Rudniki
- Stanisławice
- Teodorów
- Wąsosz
- Wólka
- Zagacie
- Załęże
- Zaróg

## Politik

### Bürgermeister
An der Spitze der Verwaltung steht der Bürgermeister. Seit 2014 ist dies Ryszard Suliga, der mit seinem eigenen Wahlkomitee antritt. Die turnusmäßige Wahl im April 2024 brachte folgendes Ergebnis:
- Ryszard Suliga (Wahlkomitee Ryszard Suliga) 50,1 % der Stimmen
- Aneta Chrzuszcz (Wahlkomitee „Lokales Komitee“) 29,9 % der Stimmen
- Jolanta Fyda (Wahlkomitee „Zusammenarbeit für Koniecpol“) 20,0 % der Stimmen

Damit wurde Amtsinhaberin Suliga erneut bereits im ersten Wahlgang für eine weitere Amtszeit wiedergewählt.
Die turnusmäßige Wahl im Oktober 2018 brachte folgendes Ergebnis:
- Ryszard Suliga (Wahlkomitee Ryszard Suliga) 68,8 % der Stimmen
- Anna Janiszewska (Wahlkomitee Anna Janiszewska) 15,9 % der Stimmen
- Dominik Kościański (Wahlkomitee Dominik Kościański) 13,7 % der Stimmen
- Übrige 1,6 % der Stimmen

Damit wurde Amtsinhaberin Suliga bereits im ersten Wahlgang für eine weitere Amtszeit wiedergewählt.

### Stadtrat
Der Stadtrat von Koniecpol besteht aus 15 Mitgliedern, die in Einpersonenwahlkreisen gewählt werden. Die Wahl 2024 führte zu folgendem Ergebnis:
- Wahlkomitee Ryszard Suliga 38,9 % der Stimmen, 9 Sitze
- Wahlkomitee „Lokales Komitee“ 19,5 % der Stimmen, 2 Sitze
- Wahlkomitee „Zusammenarbeit für Koniecpol“ 14,8 % der Stimmen, 1 Sitz
- Wahlkomitee „Aktive Gemeinde“ 8,7 % der Stimmen, 1 Sitz
- Prawo i Sprawiedliwość (PiS) 5,0 % der Stimmen, kein Sitz
- Wahlkomitee „Lokale Verwaltungsgemeinschaft“ 4,3 % der Stimmen, 1 Sitz
- Übrige 2,9 %, kein Sitz

Die Wahl 2018 führte zu folgendem Ergebnis:
- Wahlkomitee Ryszard Suliga 41,3 % der Stimmen, 12 Sitze
- Wahlkomitee Anna Janiszewska 13,1 % der Stimmen, kein Sitz
- Prawo i Sprawiedliwość (PiS) 12,7 % der Stimmen, 3 Sitze
- Polskie Stronnictwo Ludowe (PSL) 11,1 % der Stimmen, kein Sitz
- Wahlkomitee Dominik Kościański 9,2 % der Stimmen, kein Sitz
- Übrige 12,6 %, kein Sitz

## Verkehr
Die Woiwodschaftsstraße DW786 führt von Częstochowa nach Kielce. In Koniecpol zweigt die DW794 nach Krakau ab.
An der Bahnstrecke Kielce–Częstochowa liegen der Bahnhof Koniecpol und der Haltepunkt Koniecpol Magdasz. Im Bahnhof zweigt die Strecke nach Kozłów ab.
Der nächste internationale Flughafen ist Katowice.